# Taulant Sefgjinaj
Taulant Sefgjinaj (Laç, 21 luglio 1986) è un ex calciatore albanese, di ruolo difensore.

## Carriera
Cresciuto nel Laçi, squadra con la quale ha debuttato nel campionato albanese nel 2009.

## Statistiche

### Presenze e reti nei club
Statistiche aggiornate al 30 maggio 2019.
| Stagione        | Squadra         | Campionato      | Campionato | Campionato | Coppe nazionali | Coppe nazionali | Coppe nazionali | Coppe continentali | Coppe continentali | Coppe continentali | Altre coppe | Altre coppe | Altre coppe | Totale | Totale |
| Stagione        | Squadra         | Comp            | Pres       | Reti       | Comp            | Pres            | Reti            | Comp               | Pres               | Reti               | Comp        | Pres        | Reti        | Pres   | Reti   |
| --------------- | --------------- | --------------- | ---------- | ---------- | --------------- | --------------- | --------------- | ------------------ | ------------------ | ------------------ | ----------- | ----------- | ----------- | ------ | ------ |
| 2005-2006       | Laçi            | KP              | 0          | 0          | CA              | 0               | 0               | -                  | -                  | -                  | -           | -           | -           | 0+     | 0+     |
| 2006-2007       | Laçi            | KP              | 0          | 0          | CA              | 0               | 0               | -                  | -                  | -                  | -           | -           | -           | 0+     | 0+     |
| 2007-2008       | Laçi            | KP              | 0          | 0          | CA              | 0               | 0               | -                  | -                  | -                  | -           | -           | -           | 0+     | 0+     |
| 2008-2009       | Laçi            | KP              | 14         | 1          | CA              | 1               | 1               | -                  | -                  | -                  | -           | -           | -           | 15     | 2      |
| 2009-2010       | Laçi            | KS              | 22         | 0          | CA              | 1               | 0               | -                  | -                  | -                  | -           | -           | -           | 23     | 0      |
| 2010-2011       | Teuta           | KS              | 20         | 0          | CA              | 1               | 0               | -                  | -                  | -                  | -           | -           | -           | 21     | 0      |
| 2011-2012       | Laçi            | KS              | 19         | 0          | CA              | 10              | 1               | -                  | -                  | -                  | -           | -           | -           | 29     | 1      |
| 2012-2013       | Laçi            | KS              | 17         | 1          | CA              | 9               | 0               | -                  | -                  | -                  | -           | -           | -           | 26     | 1      |
| 2013-2014       | Laçi            | KS              | 31         | 0          | CA              | 6               | 1               | UEL                | 2                  | 0                  | SA          | 1           | 0           | 40     | 1      |
| 2014-2015       | Laçi            | KS              | 32         | 2          | CA              | 9               | 1               | UEL                | 3                  | 0                  | -           | -           | -           | 44     | 3      |
| 2015-2016       | Laçi            | KS              | 29         | 0          | CA              | 8               | 0               | UEL                | 2                  | 0                  | SA          | 1           | 0           | 40     | 0      |
| 2016-gen. 2017  | Erzeni          | KP              | 12         | 0          | CA              | 2               | 0               | -                  | -                  | -                  | -           | -           | -           | 14     | 0      |
| gen.-giu. 2017  | Laçi            | KS              | 13         | 0          | CA              | 0               | 0               | -                  | -                  | -                  | -           | -           | -           | 13     | 0      |
| 2017-2018       | Laçi            | KS              | 29         | 1          | CA              | 7               | 0               | -                  | -                  | -                  | -           | -           | -           | 36     | 1      |
| 2018-2019       | Laçi            | KS              | 29         | 0          | CA              | 4               | 0               | UEL                | 4                  | 0                  | SA          | 1           | 0           | 38     | 0      |
| Totale Laçi     | Totale Laçi     | Totale Laçi     | 235        | 5          |                 | 55              | 4               |                    | 11                 | 0                  |             | 3           | 0           | 304    | 9      |
| 2019-2020       | Kastrioti       | KP              | 0          | 0          | CA              | 0               | 0               | -                  | -                  | -                  | -           | -           | -           | 0      | 0      |
| Totale carriera | Totale carriera | Totale carriera | 267        | 5          |                 | 58              | 4               |                    | 11                 | 0                  |             | 3           | 0           | 339    | 9      |

## Palmarès

### Club

#### Competizioni nazionali
- Coppa d'Albania: 2

Laçi: 2012-2013, 2014-2015
- Supercoppa d'Albania: 1

Laçi: 2015